# Ю Пи Ес
„Ю Пи Ес“ е американска куриерска и логистична компания.
Компанията е създадена в Сиатъл през 1907 г., но през 1991 г. се прехвърля в Санди Спрингс. Централата на компанията е в Атланта. Ежедневно „Ю Пи Ес“ доставя над 16,9 милиона пратки на 9,4 милиона получатели в над 220 страни.
Основната дейност на компанията е доставката на товари и документи. Разполага също с подразделение, което се занимава с управление на вериги за доставки („Ю Пи Ес Съплай Чейн Сълюшънс“).
Има своя авиокомпания – „Ю Пи Ес Еърлайнс“, със собствен парк от 237 реактивни самолета, която е сред най-големите в света по размер на флотилията. Обслужва над 220 страни и територии по целия свят.
Компанията има 395 000 служители по света, в това число 318 000 души в САЩ и 77 000 души в останалия свят.